# Tacoma
För andra betydelser, se Tacoma (olika betydelser).
Tacoma är en stad vid den djupa viken Pugetsundet i den amerikanska delstaten Washington i nordvästra USA med en yta av 162,2 km² (varav 20 procent är vatten) och en befolkning som uppgår till cirka 197 000 invånare (2003). Tacoma är administrativ huvudort (county seat) i Pierce County. 
Staden ligger i delstatens västra del cirka 50 km nordost om huvudstaden Olympia och omkring 50 km sydsydväst om delstatens största stad Seattle. 
En viktig näring i staden, förutom hamnverksamhet, har länge varit pappersmassaindustri. Sydväst om staden finns Joint Base Lewis–McChord.

## Kända personer
- Jerry Cantrell, gitarrist och låtskrivare i Alice In Chains.
- Bing Crosby, amerikansk sångare och skådespelare föddes i staden.
- Jack K. McFall, diplomat föddes i staden.
- Freddie Steele, världsmästare i proffsboxning (mellanvikt) växte upp i Tacoma och blev därför känd som The Tacoma assassin.
- The Ventures, känd instrumentalgupp under 1960-talet, mest kända för Walk don’t run, kom från Tacoma

## Övrigt
Staden är känd för Tacoma Narrows Bridge, en hängbro som kom i självsvängning och rasade på grund av vindbyar i november 1940.

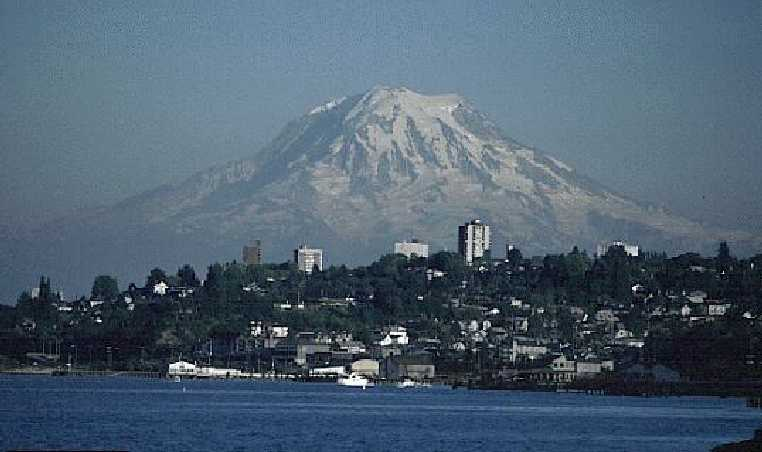
Tacoma med Mount Rainier i bakgrunden.